# Annona warmingiana
Annona warmingiana Mello-Silva & Pirani – gatunek rośliny z rodziny flaszowcowatych (Annonaceae Juss.). Występuje endemicznie w Brazylii – w stanach Goiás i Minas Gerais oraz w Dystrykcie Federalnym. 

## Morfologia
PokrójZimozielony krzew dorastający do 0,5 m wysokości. Gałęzie często znajdują się pod powierzchnią ziemi.
LiścieMają eliptyczny kształt. Mierzą 3,5–12 cm długości oraz 1,5–6 cm szerokości. Liść na brzegu jest całobrzegi. Wierzchołek jest ostry.
KwiatySą pojedyncze. Rozwijają się na szczytach pędów. Mają 6 omszonych płatków o żółtawej barwie.
OwoceMają kulisty kształt.

## Biologia i ekologia
Rośnie w cerrado. Występuje na wysokości od 800 do 1300 m n.p.m.